# Сикулицидијум
Масакр у Мадефалву (мађ. Madéfalvi veszedelem; лат. Siculicidium - Покољ Секеља) је трагични догађај у историји Секеља, који је направио познатим Мадефалву, не само у земљи Секеља, већ у свим крајевима широм бивше Мађарске краљевине.

## Увод
Поред подигнутог споменика жртвама несреће Секељи, данашње генерације из читавог расејања, се окупљају сваке године да одају пошту палим Секељима из Чик, Касон и Харомсек крајева. Секељи су се скупили у Мадефалви да би се договорили како заједнички да изађу пред власт и да затраже плаћање пореза уместо обавезе одзива мобилизацији у царску војску.
У рану зору 7. јануара 1764. године 1300 аустријских војника Марије Терезије је опколило Мадефалву. Тачно у 3 сата ујутро су се огласили топови који су били смештени на оближњем брежуљку изнад села и настао је општи покољ. Разбуђено становништво је почело да бежи на све стране, јер могућности одбране није било. Куће, које су биле од дрвета су се упалиле, дајућу војницима још бољу видљивост за наставак масакра. Неки су у паници покушали да пређу преко смрзнутог Олта, па су пропадали кроз лед који је пуцао под тежином нагрнуле масе и жене са децом су се давили у хладној речној води. Други, који су успели да побегну из опкољеног села, су избегли у брда у своје летње катуне и тамо чекали развој догађаја и повлачење војника. Делегати Секеља из осталих крајева су такође настрадали овом приликом.
Зраци јутарњег сунца су, уместо зимске идиле успаваног села, осветлили село у рушевинама, куће које су догоревале, снег који се црвенео од проливене крви и трагове нејачи у снегу који су водили у брда и шуме Харгите.

## Историја
Бечки суд је 1763. године овластио генера Адолфа Букова да направи четири регименте, две регименте састављене од Секеља, а две од Румуна, које би патролирале границом.
Међутим, Секељи нису били расположени да се одазову присилној мобилизацији и да се одрекну својих вековнох привилегија као војници и слободни грађани. Влада Марије Терезије је именовала новог генерала, Јожефа Шишковића, који је повео своје војнике у напад на Медефалву, скоро потпуно уништио село и поубијао од 200 до 400 становника, укључујући жене и децу.

### Суђење
У наредним данима, вође Секеља и виђенији људи су похватани и затворени. Марија Терезија је наредила да један орган судства истражи цео случај и казни кривце ако треба и смрћу, без могућности жалбе. Комисија је процес истраге и суђења започела 5. априла 1764. године и оно је трајало све до 22. септембра, у месту Чиктаплоца, где је више од стотину Секеља испитивано. Наравно избегли Секељи се нису појавили, а такође је било суђено и поповима али пред црквеним судом.
Председник криминалне истражне комисије барон Рот Јожеф се преселио из Шлезије у Ердељ да би лакше водио цео случај. Барон баш и није био на најбољем гласу међу становништвом, пошто их је малтретирао и без имало поштовања водио процес. Остали чланови комисије су били гроф Телеки Карољ, барон Јониц Михаљ, Рибиц Адам, Силваши Јанош, два припадника вишег суда и Конрад Михаљ записничар.
Пошто испитаници нису говорили други језик осим мађарског, записник је на лицу места вођен на мађарском језику, а за потребе суда је превођен на немачки језик сваког дана после суђења. Тако да је доста ствари које су изречене у судници изостављено у преводу, нарочито ако није одговарало суду. Оригинал записника на мађарском језику се и данас чува у Коложвару у Академској библиотеци под бројем Мс. У.980 (Ms.U.980) и садржи 637 страница записника.

### Сећања
Бојте Петар стари Секељ говори
“Марија Терезија је хтела да Секељи стану на аустријску страну, иду по граници и да јој чувају стражу, зато што су били много добри војници. Али они нису пристали! Они не! Радије су отишли у шуме.
Једно јутро Букови војници су ушли у села све истерали, жене децу и мушкарце. Како су јадници бежали од војника и плакали!
Када су се старији и деца уморили од бежања уточиште су нашли у Мадефалви. То је било дан пре верског празника. Седмог дана јануара у свитање, војници су навалили на њих. Топовима су све село изровали. Ко је бежао мачевима су сасецали, проклети били!”

## Последице
Стотине Секељских породица кренуло је у збегове, што даље од војника Хабзбуршке монархије. Неки су побегли у околна брда, док већина је отишла све до Молдавије, где су их примили Чанго Мађари, а одатле касније у Буковину. Тачније, 1774. године Хабзбуршка монархија је преузела контролу над Буковином од Османског царства и било им је потребно становништво које би попунило празне делове Буковине. Интервенцијом грофа Хадик Андраша, избеглим Секељима у Молдавију је опроштена побуна и понуђено им је да се населе у Буковину. Неколико хиљада Секеља је искористило понуду и одселило се, у периоду од 1776. године до 1786. године, за Буковину где су основали пет нових села Секеља, одакле су временом се разишли на све четири стране света. Данас у Буковини нема ни једног Секеља.
Имена пет новооснованих села у Буковини су: Иштеншегитш−(1777), Фогадјиштен−(1776), Јожеффалва−(1785), Хадикфалва−(1785) и Андрашфалва−(1786). Одавде је настао израз буковински Секељи.

## Споменик
Сам догађај је остао у трајном сећању Секеља, подигнут је и споменик почетком двадесетог века у Мадефалви. На врху пирамидалног споменика је Турул птица са раширеним крилима. На дну је спомен плоча на којој је између осталог и исписана реч Siculicidium која игром случаја и чудесном игром бројева, ако се саберу римски бројеви дају резултат 1764, година трагедије, иронично!
Хронограм "Siculicidium" је иначе потекао највероватније од грофа Лазар Јаноша који је са том латинском речи обележио вековно посртање Секеља (Siculi).